# Pollinarium

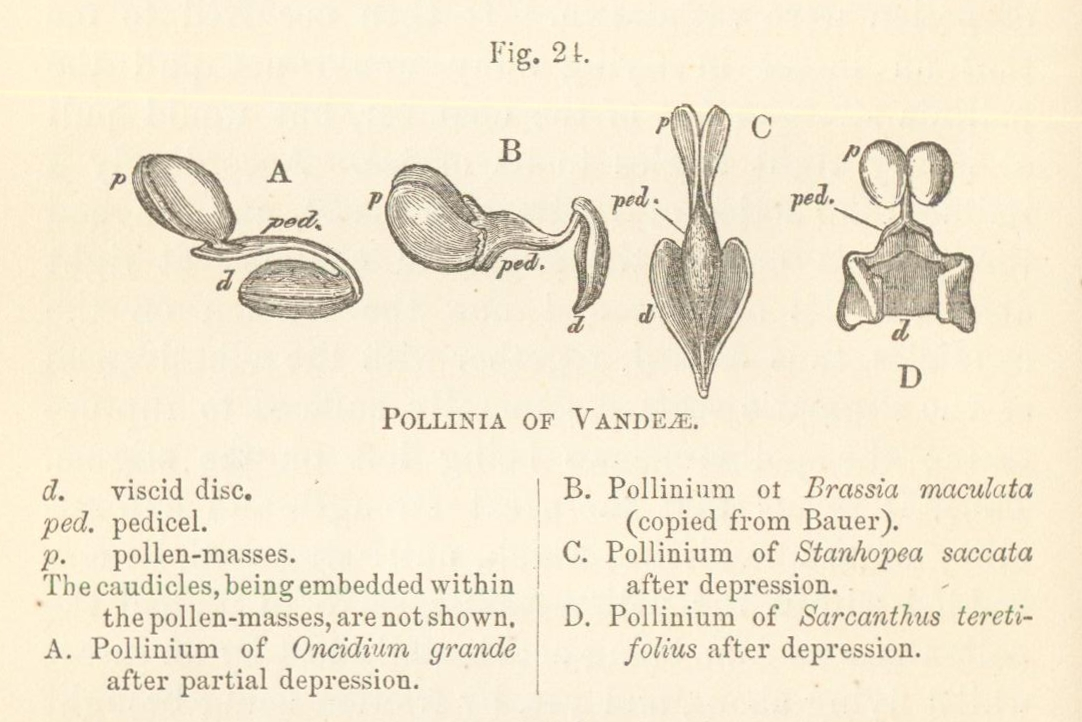
Pollinarium w podrodzinie Vandoideae (p – pyłkowiny, ped – nóżka – uczepek, d – tarczka nasadowa

Pollinarium – aparat składający się z pyłkowiny oraz trzoneczka, tarczki nasadowej i nóżki służący do zapylenia kwiatów roślin storczykowatych (Orchidaceae), w całości przenoszony przez owady. 
Poza pyłkowiną elementami składającymi się na pollinarium są:
- Trzoneczek (łac. caudicula, dawniej zwany też appendix) – wyrostek złożony z cienkich nici wisciny – lepkiej substancji zlepiającej ziarna pyłku.
- Tarczka nasadowa (łac. viscidium) – lepki krążek (jeden lub dwa) powstający na górnej powierzchni rostellum – tworu powstającego z jednej z łatek znamienia, oddzielającego pyłkowinę od płodnej części znamienia i zapobiegającej samozapyleniu. Po ześluzowaceniu komórek tarczki odłączają się od rostellum i przyczepiają do pyłkowin.
- Nóżka – uczepek (łac. retinaculum, ang. stipe, pedicel) – twór obecny u podrodziny Vandoideae mający postać taśmy łączącej pyłkowiny z tarczkami nasadowymi.